# Enterografia
Enterografia – badanie obrazowe jelita cienkiego. Pozwala na dokładną ocenę ściany jelita cienkiego, a także ocenę zmian pozajelitowych oraz pozostałych narządów jamy brzusznej i miednicy mniejszej. Enterografia jest nieinwazyjna i bezbolesna. Pełni ważną rolę w diagnostyce chorób zapalnych jelit, jak np. choroba Crohna. W odróżnieniu od enteroklizy, kontrast podawany jest doustnie – przed badaniem pacjent wypija 1–1,5 litra płynu. Dodatkowo podaje się kontrast dożylny. Następnie wykonuje się tomografię komputerową lub rezonans magnetyczny.